# Дарньи, Тамаш
Та́маш Да́рньи (венг. Darnyi Tamás, род. 3 июня 1967, Будапешт) — венгерский пловец, специалист в комплексном плавании. Четырёхкратный олимпийский чемпион, многократный чемпион мира и Европы, один из наиболее известных венгерских спортсменов, один из самых титулованных пловцов комплексным плаванием за всю историю. Почётный гражданин Будапешта (2019).
Тамаш Дарньи родился 3 июня 1967 года в Будапеште. Плаванием начал заниматься с 6 лет, на юниорских соревнованиях показывал отличные результаты. В 1982 году Тамаш серьёзно травмировал глаз снежком, перенёс четыре операции, однако зрение на левом глазу восстановилось лишь на 50 %. Из-за проблем со зрением Дарньи вынужден был пропустить почти два соревновательных сезона, но, в конце концов, вернулся в спорт.
Первым крупным взрослым соревнованием стал для него чемпионат Европы 1985 года в Софии, где 18-летний пловец выиграл обе дистанции комплексным плаванием — 200 и 400 метров. С этого момента вплоть до 1993 года он не проиграл ни одного крупного старта в комплексном плавании, сделав золотые дубли на Олимпийских играх 1988 года в Сеуле и Олимпийских играх в Барселоне 1992 года; а также чемпионатах мира 1986 и 1991 годов, чемпионате Европы 1987 года. Единственной наградой, которую Дарньи получил в другой дисциплине, стала бронза чемпионата мира 1991 года в Перте на дистанции 200 метров баттерфляем.
Дарньи владел мировыми рекордами на дистанциях 200 и 400 метров комплексом. В 1987 и 1991 году он признавался лучшим пловцом мира. Пять раз, в 1986, 1987, 1988, 1990 и 1992 годах он получал титул лучшего спортсмена Венгрии. Завершил карьеру в 1993 году, руководил спортивной школой в Будапеште.